# Стрижев, Максим Иванович
Максим Иванович Стрижев (1843 — не ранее 1917) — комендант Владивостокской, Севастопольской и Варшавской крепостей, генерал от артиллерии.

## Биография
Стрижев родился 8 марта 1843 года. Окончив Оренбургский Неплюевский кадетский корпус, он 31 июля 1863 года поступил на военную службу в Михайловское артиллерийское училище, из которого 23 мая 1864 года был выпущен подпоручиком в Кронштадтскую крепостную артиллерию. Продолжая службу в артиллерии, он был произведён в поручики (8 октября 1866 года), штабс-капитаны (30 сентября 1869 года), капитаны (16 апреля 1872 года, за отличие) и подполковники (30 августа 1876 года, за отличие). С 11 апреля 1880 года по 25 октября 1881 года состоял для поручений при инспекторе артиллерийских приёмок и 30 августа 1880 года за отличие был произведён в полковники.
25 октября 1881 года Стрижев был назначен старшим артиллерийским приёмщиком при Главном артиллерийском управлении. С 1887 года его служба в течение 15 лет была связана со строящейся Владивостокской крепостью: с 6 августа 1887 года он являлся командиром Владивостокской крепостной артиллерии, а 9 сентября 1891 года одновременно с производством в генерал-майоры сменил генерала Н. Ю. Акермана на посту коменданта Владивостокской крепости. В период пребывания Стрижева на посту коменданта было завершено строительство первой линии обороны (1899 год) и началось строительство второй линии обороны по проекту К. И. Величко под руководством начальника инженеров крепости К. С. Чернокнижникова и строителя Владивостокских укреплений С. Ф. Чижа. 6 декабря 1899 года Стрижев был произведён в генерал-лейтенанты.
25 февраля 1902 года Стрижев был переведён на должность коменданта Севастопольской крепости на место вышедшего в отставку генерала М. И. Пивоварова, а 1 августа 1905 года получил назначение комендантом Варшавской крепости. Служба Стрижева в Варшавской крепости была отмечена производством в чин генерала от артиллерии (6 декабря 1907 года) и награждением орденом Белого орла в 1910 году.
31 декабря 1913 года к лицам, занимавшим должности комендантов, были впервые применены правила о предельном возрастном цензе, и достигшие 70-летнего возраста генералы Стрижев, комендант Варшавы Д. Н. Комаров и Петергофский комендант П. Д. Паренсов были уволены от службы с мундиром и пенсией, причём им была объявлена Высочайшая благодарность «за отлично-ревностную их служебную деятельность».
Выйдя в отставку, Стрижев поселился в Санкт-Петербурге (Петрограде), где и проживал на 1917 год вместе с супругой Лидией Акимовной по адресу: 6-я Рождественская, 10. Сведения о его дальнейшей судьбе не обнаружены.

## Награды
Стрижев имел знак отличия за XL лет беспорочной службы (1905) и был награждён многими орденами, в их числе:
- Орден Святого Станислава 3-й степени (1868 год)
- Орден Святого Владимира 4-й степени (1883 год)
- Орден Святого Станислава 2-й степени (1890 год)
- Орден Святого Владимира 3-й степени (30 августа 1894 года)
- Орден Святого Станислава 1-й степени (14 мая 1896 года)
- Японский орден Восходящего Солнца 2-й степени (1898 год)
- Прусский орден Короны 2-й степени со звездой (1900 год)
- Орден Святой Анны 1-й степени (6 декабря 1902 года)
- Орден Святого Владимира 2-й степени (6 декабря 1905 года)
- Орден Белого орла (6 декабря 1910 года)